# Vallinfreda
Vallinfreda è un comune italiano di 263 abitanti della Città metropolitana di Roma Capitale nel Lazio.

## Geografia fisica

### Territorio
Il territorio del Comune è compreso tra i 574 e i 1.068 metri sul livello del mare. L'escursione altimetrica complessiva è pari a 494 metri.
Nel territorio comunale si eleva il monte Aguzzo, che raggiunge i 1.063 m s.l.m.

### Clima
- Classificazione climatica: zona E, 2920 gradi giorno.

### Sismicità
- Classificazione sismica: zona 2B (sismicità media).

## Storia
Fu feudo comitale della famiglia Borghese fino all'abolizione della feudalità. Vallinfreda fu toccata dalla Campagna dell'Agro romano per la liberazione di Roma nel 1867 con il passaggio sul suo territorio dei garibaldini.

### Simboli
Lo stemma è d'azzurro, alla croce di Malta, accompagnata in capo da tre stelle e in punta da un crescente montante, il tutto d'argento. Lo scudo è sormontato da un elmo con svolazzi e accollato a una croce di Malta d'argento.
Il gonfalone è un drappo interzato in fascia di verde, di bianco e di rosso.

## Monumenti e luoghi d'interessa

### Architetture religiose
- Chiesa parrocchiale di S. Michele Arcangelo.

### Memoriali
- Monumento a Beato Diego Oddi da Vallinfreda.

### Aree naturali
- Cammino di San Pietro Eremita (anello dell'Evangelizzazione).
- Sequoie monumentali.
- Monumento naturale Le Aie.
- Monte Aguzzo.

## Società

### Evoluzione demografica
Abitanti censiti

### Etnie e minoranze straniere
Secondo i dati ISTAT al 31 dicembre 2010 la popolazione straniera residente era di 27 persone. Le nazionalità maggiormente rappresentate in base alla loro percentuale sul totale della popolazione residente erano:
- Romania 20 6,33%

## Amministrazione

### Altre informazioni amministrative
Possiede la sola frazione di Conifere.
Fa inoltre parte delle organizzazioni sovracomunali:
- X Comunità Montana dell'Aniene.
- Unione dei Comuni del Medaniene (con Anticoli Corrado, Arsoli, Cineto Romano, Riofreddo, Roviano e Vivaro Romano).